# Veronica himalensis
Veronica himalensis là một loài thực vật có hoa trong họ Mã đề. Loài này được D. Don miêu tả khoa học đầu tiên năm 1825.